# Pensa Custom Guitars

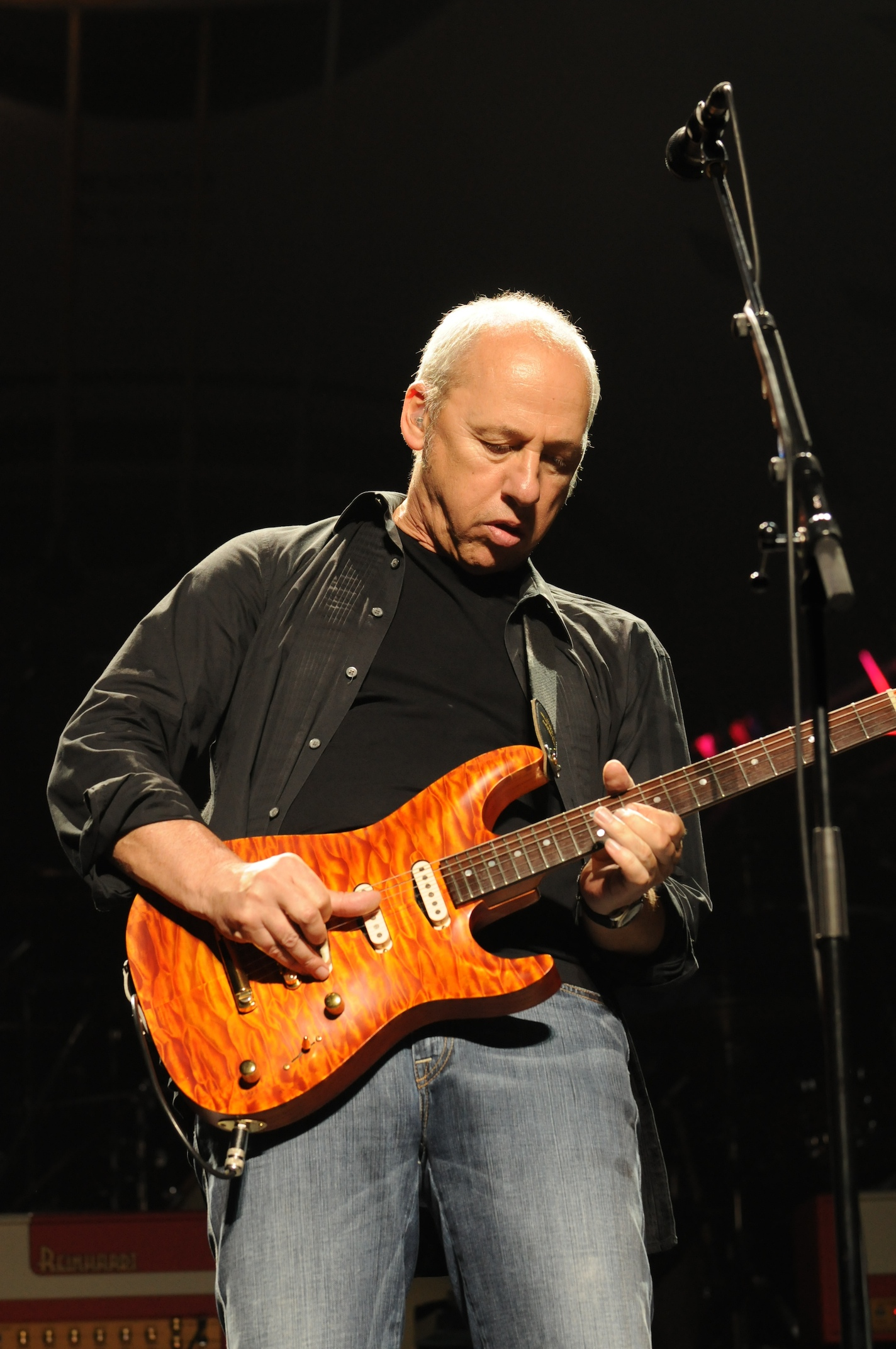
Mark Knopfler speelt hier op de Pensa MK-2

Pensa Custom Guitars is een Amerikaans bedrijf dat handgemaakte gitaren en basgitaren maakt. Het bedrijf is gevestigd in New York. Het bedrijf werd opgestart door gitaarbouwer Rudy Pensa. Pensa streeft ernaar om extreem hoge kwaliteitsgitaren te maken. De instrumenten van Pensa zijn het best bekend door het gebruik van voormalig lid van Dire Straits, Mark Knopfler. 

## Geschiedenis
In 1980 ontmoetten Knopfler en Pensa elkaar en samen met John Suhr maakten zij een nieuwe gitaar genaamd de Pensa MK. Vandaag de dag zijn er vijf soorten gitaren te koop.
Aanvankelijk maakte Pensa samen met Suhr de gitaren. Zij maakten gitaren onder de naam Pensa-Suhr. In 1990 verliet Suhr Pensa om voor Fender gitaren te gaan bouwen. De naam Suhr werd daarna niet meer gebruikt. Suhr is sinds 1997 de man achter het bedrijf Suhr Guitars.

## Artiesten die Pensa Custom Guitars gebruiken
Een kleine selectie van gitaristen die de Pensa gebruik(t)en:
- Mark Knopfler
- Victor Bailey
- Lou Reed
- Eros Ramazotti
- Christian McBride
- Pat Thrall
- Chuck Loeb
- Reb Beach

## Producten
- MK-1
- MK-2
- MK-80
- 4-String bass
- 5-String bass